# Meibomia wislizeni
Meibomia wislizeni là một loài thực vật có hoa trong họ Đậu. Loài này được (Engelm. ex A. Gray) Kuntze mô tả khoa học đầu tiên năm 1891.